# هاوورث

هاوورث هي قرية تقع في مقاطعة غرب يوركشير، إنجلترا.